# Желтки святого Леандра
Желтки святого Леандра (исп. Yemas de San Leandro) — десерт испанской кухни, происходящий из августинского женского монастыря Сан-Леандро в Севилье.  Монастырь, а следом за ним и десерт, назван в честь святого Леандра Севильского, старшего брата энциклопедиста Исидора. 
Желтки святого Леандра изготовляются из яичных желтков и сахара. Самое старое упоминание этого десерта — написанное от руки письмо, датируется XVI веком. Желтки святого Леандра похожи на другой старинный испанский десерт — желтки святой Терезы, но имеют другую форму. По традиции, они продаются завёрнутыми в бумагу и упакованными в небольшой деревянный ящик. Желтки святого Леандра являются кулинарной достопримечательностью Севильи. Они упоминаются в позитивном контексте в книгах таких испанских писателей, как Луис Сернуда, Армандо Паласио Вальдес и Камило Хосе Села.
Хотя желтки святого Леандра состоят только из сахара и собственно желтков, с добавлением воды и, возможно, лимонного сока, никому так и не удалось узнать точный рецепт, который хранят монахини, и приготовить желтки святого Леандра также вкусно, как в монастыре. До сих пор настоящими желтками святого Леандра считаются только те, которые приготовлены вручную монахинями в одноименном монастыре и упакованы традиционным образом.